# Епархия Сибу
Епархия Сибу (лат. Dioecesis Sibuensis) — епархия Римско-Католической церкви c центром в городе Сибу, Малайзия. Епархия Сибу распространяет свою юрисдикцию на часть территории штата Саравака. Епархия Сибу входит в митрополию Кучинга. Кафедральным собором епархии Сибу является церковь Святейшего Сердца Иисуса.

## История
22 декабря 1986 года Римский папа Иоанн Павел II издал буллу Adoranda Christi, которой учредил епархию Сибу, выделив её из архиепархии Кучинга.

## Ординарии епархии
- епископ Dominic Su Haw Chiu (22.12.1986 — 24.12.2011);
- епископ Joseph Hii Teck Kwong (24.12.2011 —).